# Realitos
Realitos – jednostka osadnicza w Stanach Zjednoczonych, w stanie Teksas, w hrabstwie Duval.